# Ellebladet bærmispel
Ellebladet bærmispel (Amelanchier alnifolia) er en stor og hårdfør løvfældende busk med spiselige blåbær-lignende frugter. 

## Udseende
Busken bliver 2-3 m. høj og 2 m. bred. Den formerer sig ved at udsende rodskud. Blomster smukt i foråret og er moderat tolerant overfor frost. Frugterne er mørkeblå til lilla og modner som regel i sensommer.

## Dyrkning
Formeres gennem frø, som kræver 5 måneders stratificering. Plantes fra potter eller delte planter på efteråret. Tolererer de fleste jordtyper og let skygge. Hårdfør til zone 4. Frugterne kommer efter 2-3 år. Planten er selvfertil. Fugle elsker denne frugt, så fuglenet kan være nødvendigt.

## Anvendelse
Spises friske eller kogte. Moden plante yder årligt 4 kg frugt. Brug til syltetøj ved at koge let og bruge en si til at fjerne frøene. Planten tiltrækker bier og fremmer derved pollinering af andre frugttræer. Ellebladet bærmispel fungerer udmærket som levende hegn.

## Sorter
Især i Canada er der kultiveret flere sorter:
- 'Martin'. Blomstrer tidligt med store og velsmagende frugter.
- 'Northline'. Opadgående busk på 2 m høj og laver villigt rodskud. Frugter let pæreformede, store og søde.
- 'Regent'. Hårdfør busk på 1,2-2 m høj, sætter rodskud og meget produktiv. Rimelig smag, noget frø-agtig. Bærer frugt efter 2 år.
- 'Smoky'. Spredende busk, 2-2,5 m høj der bærer store, rød-lilla runde frugter 2-3 år efter plantning. Frugt er sød med rimelig smag, modner juli. Meget kulde- og tørkeresistent.
- 'Thiessen'. Lille rundt træ eller åben busk op til 5 m høj der laver moderate rodskud. Store frugter med rimelig smag og produktiv.